# Peter Bos (Schauspieler)

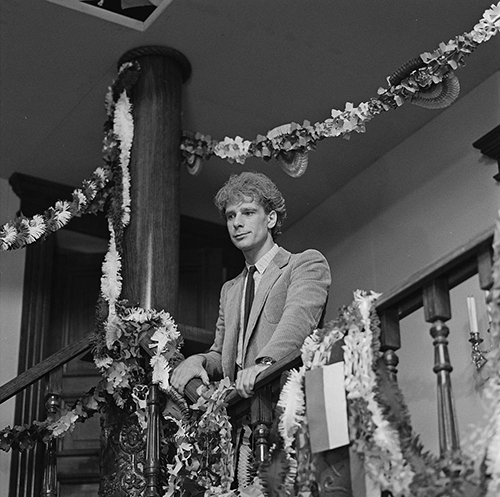
Peter Bos in der Fernsehserie Das Geheimnis des siebten Weges, 1981

Petrus Andreas Maria Peter Bos (* 20. Juni 1950 in Amsterdam) ist ein niederländischer Schauspieler.

## Leben
Peter Bos wuchs in den Niederlanden und England auf. In den Niederlanden ist er hauptsächlich aus Komödien bekannt. Im Mehrteiler Das Geheimnis des siebten Weges spielte er den Dorflehrer Frans van der Steg.